# Agar
Agar (aus dem Indonesischen/Malaiischen), auch Agar-Agar, Agartang, Kanten (japanisch 寒天) oder auch Chinesische bzw. Japanische Gelatine genannt, ist ein Galactose-Polymer (ein Polysaccharid), das Gallerte bilden kann. Die Grundeinheiten des Agars sind Agarose und sulfatiertes Agaropektin.
Agar wird aus den Zellwänden einiger Algenarten (vor allem Rotalgen, wie Gracilaria-, Gelidiopsis-, Gelidium-, Hypnea- und Sphaerococcus-Arten), hauptsächlich aus Ostasien, hergestellt. Ähnlich ist „Funori“ aus verschiedenen Algen wie Gloiopeltis furcata oder Stör- und Fischleim. Allerdings werden diese Klebstoffe im Gegensatz zu Agar nicht als Lebensmittel verwendet.

## Eigenschaften
Agar ist geschmacksneutral und für die meisten Mikroorganismen unverdaulich. Es ist ein sehr gutes und thermisch relativ stabiles Geliermittel. Schon eine Konzentration von 1 g/kg, aufgelöst in heißem Wasser, reicht für ein elastisches, ausreichend mechanisch stabiles, aber nicht zu festes Gel. Ein halber Teelöffel ist in Bezug auf die Gelierfähigkeit damit etwa so wirksam wie vier Blatt Gelatine. Ein Agar-Nährmedium erstarrt zwar bei Abkühlung unter etwa 45 °C, wird aber erst bei Erhitzung über 95 °C flüssig.
Das Agar-Gel hat eine sehr dünne Schicht wässriger Flüssigkeit an der Oberfläche (durch Synärese gebildet).

## Verwendung

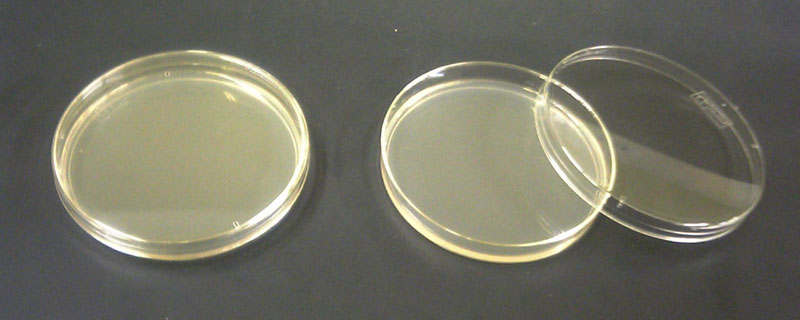
Agarplatten in Petrischalen als Nährboden für die Mikrobiologie

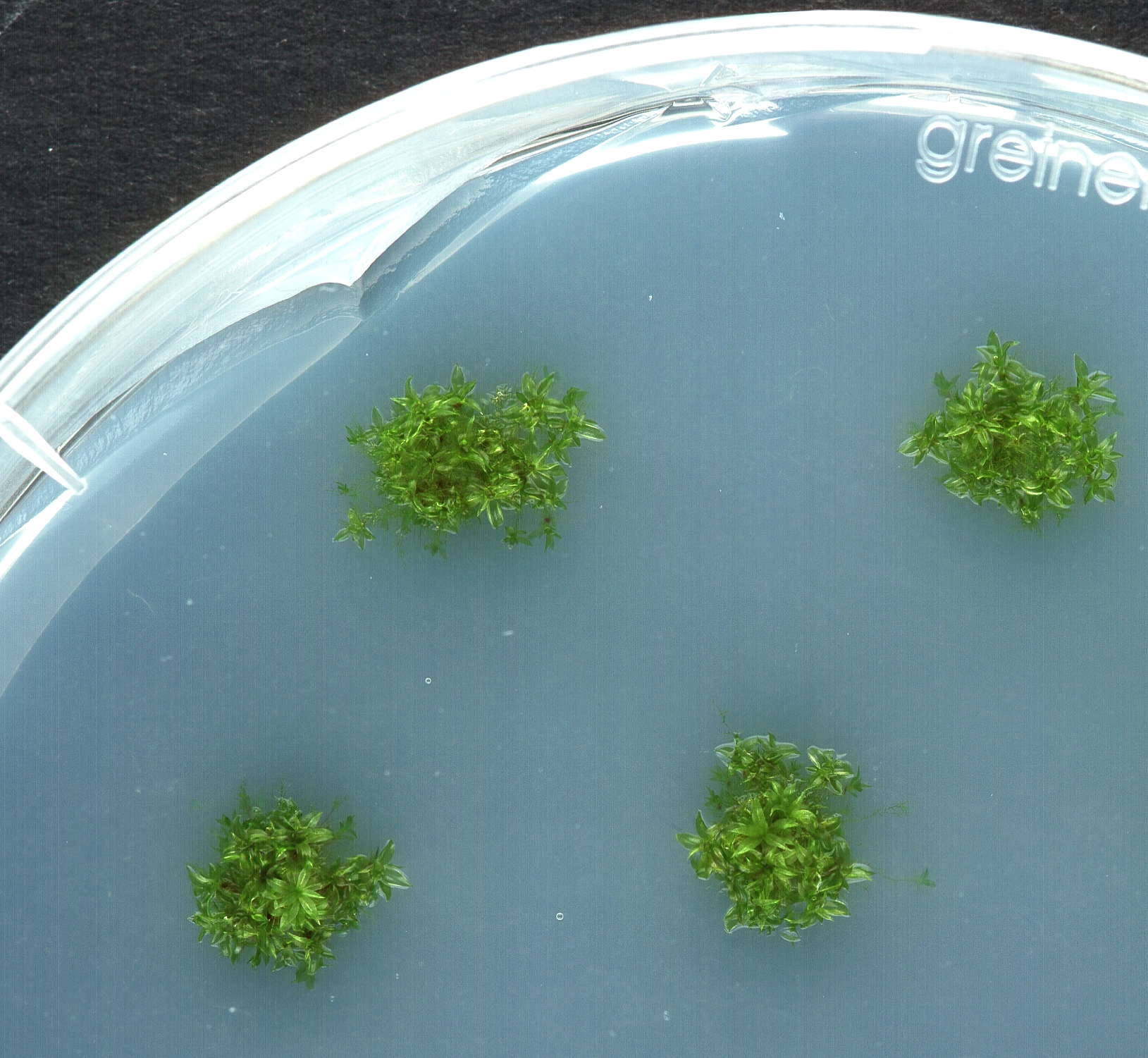
Reinkultur der Pflanze Physcomitrella patens auf einer Agarplatte (in einer Petrischale, 9 cm Durchmesser)

### In Lebensmitteln
Agar wird als Verdickungsmittel in Suppen, für Süßwaren und Eiscreme eingesetzt. In der EU ist es als Lebensmittelzusatzstoff unter Nummer E 406 zugelassen. Aufgrund des verhältnismäßig hohen Preises wird es jedoch relativ selten eingesetzt. Im Haushalt kann es als veganer Ersatz für Gelatine verwendet werden. Da Synärese dabei in der Regel ausgesprochen unerwünscht ist, empfiehlt sich die Zugabe von Johannisbrotkernmehl. In Japan und China wird Agar seit dem 17. Jahrhundert für die Zubereitung von Speisen eingesetzt, z. B. Tokoroten-Nudeln. In Südostasien ist es fester Bestandteil der Küche. Es wird regional zur Zubereitung vielfältiger Süßspeisen verwendet, weil Gelatine unbekannt ist.

### In den Lebenswissenschaften
Der deutsche Mikrobiologe Walther Hesse entdeckte 1881 die Vorteile von Agar als Geliermittel für Nährböden zur Kultur von Bakterien gegenüber denen mit Gelatine. Er veröffentlichte dies 1884. Der Vorschlag stammte von seiner Frau Fanny Angelina Hesse, die Agar zur Herstellung von Fruchtgelee und Gemüsesülze verwendete. Robert Koch, den Hesse unmittelbar von seiner Entdeckung informierte, verwendete flach-runde Glasschalen aus Unterteil und Deckel, sogenannte Petrischalen, und neben anderen Nährboden-Geliermitteln auch Agar-Agar. Ihm gelang daraufhin die Entdeckung des Tuberkelbazillus, über die er am 24. März 1882 berichtete.
In der Mikrobiologie wird fast ausnahmslos Agar als Geliermittel für Nährböden zur Kultur von Mikroorganismen verwendet. Agar-Gele sind gegenüber der zur Sterilisation üblichen hohen Temperatur beständiger als Gelatine-Gele, die zudem bei höheren Bebrütungstemperaturen flüssig werden. Agar-Gel wird bei 95 °C flüssig, erstarrt aber beim Abkühlen erst wieder bei 45 °C. So ist die Zugabe von thermolabilen Stoffen vor dem Gelieren möglich. Da einige Mikroorganismen Gelatine verflüssigen können, ist dies ein weiterer Grund für die Nutzung von Agar.
Die an der Gel-Oberfläche sich bildende dünne Schicht wässriger Flüssigkeit (Synärese) erleichtert ein Gleiten fester Gegenstände auf der Oberfläche. Hierdurch wird auch die gleichmäßige Verteilung von Material mit einem gebogenen Metall- oder Glasstab (Spatel) oder einer Impföse aus Draht (meist Platin-Iridium-Draht) erleichtert.
In der Molekularbiologie wird Agarose als Matrix für die Auftrennung von Nukleinsäuren mittels Gelelektrophorese verwendet.
Agar in Gel-Form wird auch als Substrat für verschiedene Pflanzen zur Aufzucht in Laboren benutzt. Dabei zeigt sich im Vergleich zu anderen Geliermitteln, wie zum Beispiel Gelrite, dass diese Mittel bei der Kultivierung keineswegs inert sind, sondern die Physiologie etwa von Pflanzenzellkulturen beeinflussen.

### In der Medizin
Aufgrund der Unverdaulichkeit wird Agar (in höherer Dosis als in Lebensmitteln) als Abführmittel eingesetzt, etwa im Arzneimittel Agarol von Goedecke & Co., einer Emulsion aus Mineralöl, Agar-Agar und Phenolphthalein. In Indonesien werden Agar-Agar positive Wirkungen gegen Diabetes mellitus und Herzerkrankungen zugesprochen.

### Für Verpackungen
Im April 2016 erhielt das Designerkollektiv AMAM auf der Mailänder Designmesse Salone del Mobile den Lexus Design Award für das Projekt Agar Plasticity. Porös gefriergetrocknetes Agar-Gel wird als Polsterung – stückig oder als Formteil – in Versandverpackungen für zerbrechliche Waren verwendet und kann so Kunststoffe wie etwa Luftblasenfolie ersetzen, die in der „Biosphäre Meer“ nicht erwünscht sind.

## Bezugsquellen
Agar ist in großen Supermärkten, Reformhäusern, Bioläden und Asia-Lebensmittelgeschäften erhältlich. Agar in reiner Form kann in Apotheken erworben werden.

## Alternativen
Weitere Geliermittel, die aus Rotalgen gewonnen werden, sind Carrageen und Furcellaran. Letzteres wird auch als Dänischer oder Ostsee-Agar (Danish agar, Baltic agar) bezeichnet.